# Rejowiec (Lublin)
Pour les articles homonymes, voir Rejowiec.
Rejowiec (prononciation : [kaˈɕiwan]) est un village polonais de la gmina de Rejowiec dans le powiat de Chełm de la voïvodie de Lublin dans l'est de la Pologne, à la frontière avec l'Ukraine.
Le village est le siège administratif (chef-lieu) de la gmina appelée gmina de Rejowiec .
Il se situe à environ 17 kilomètres au sud-ouest de Chełm (siège du powiat) et 52 kilomètres à l'est de Lublin (capitale de la voïvodie).
Le village comptait approximativement une population de 2 114 habitants en 2008.

## Histoire
De 1975 à 1998, le village est attaché administrativement à la voïvodie de Chełm.

Depuis 1999, il fait partie de la voïvodie de Lublin.

## Galerie
Quelques vues du village:

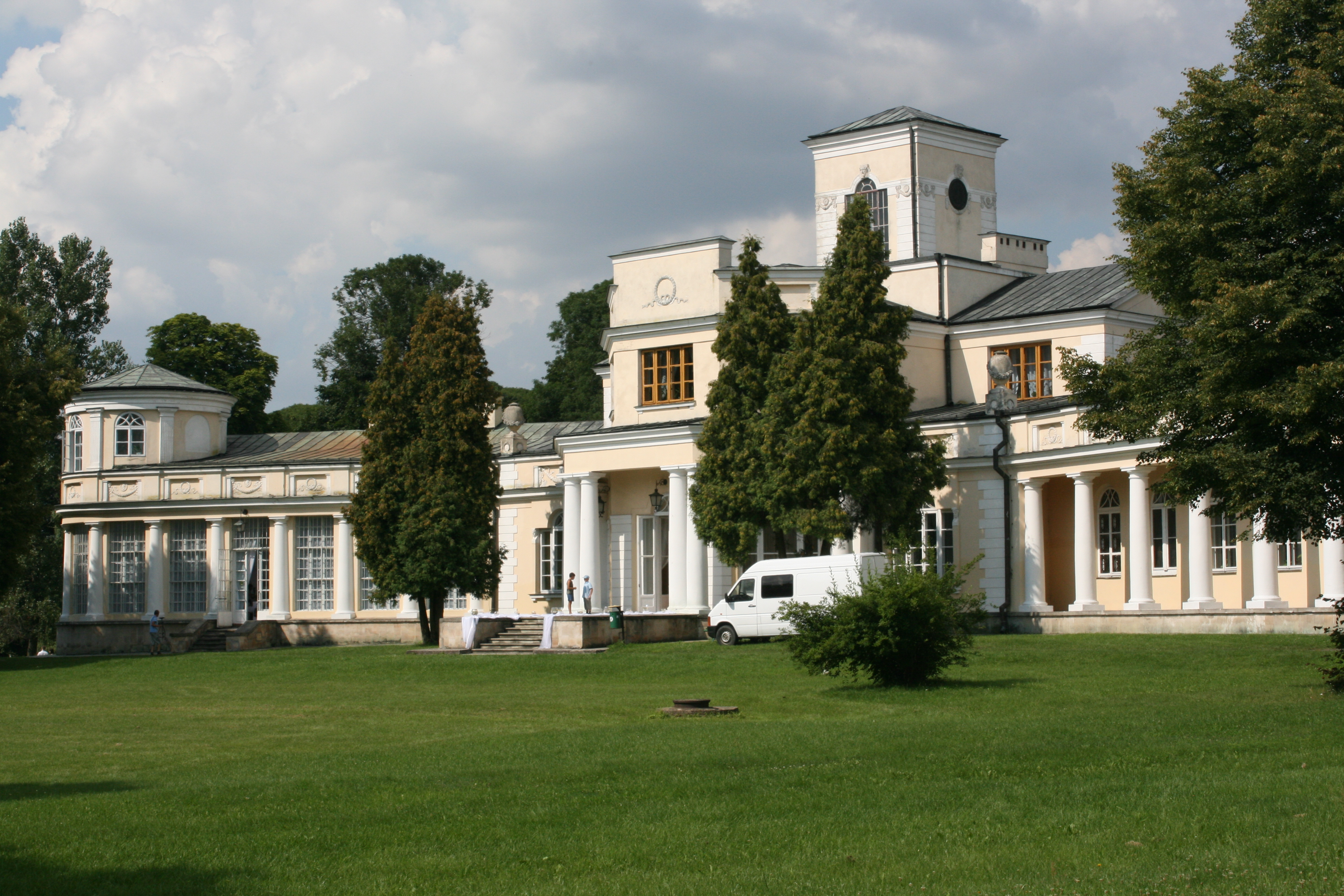
Palais Ossolińskich
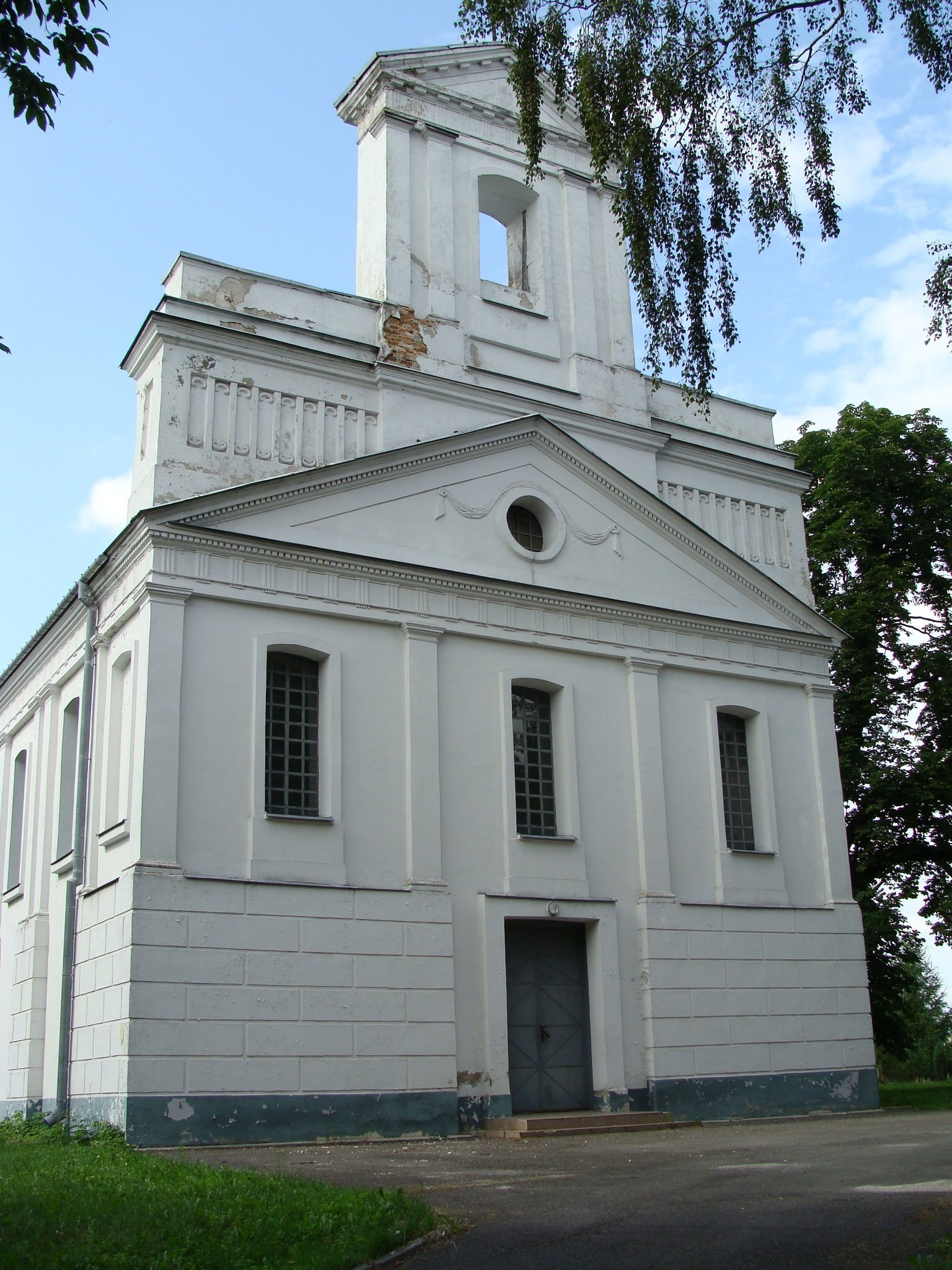
Église néoclassique de la fin du XVIIIe siècle.
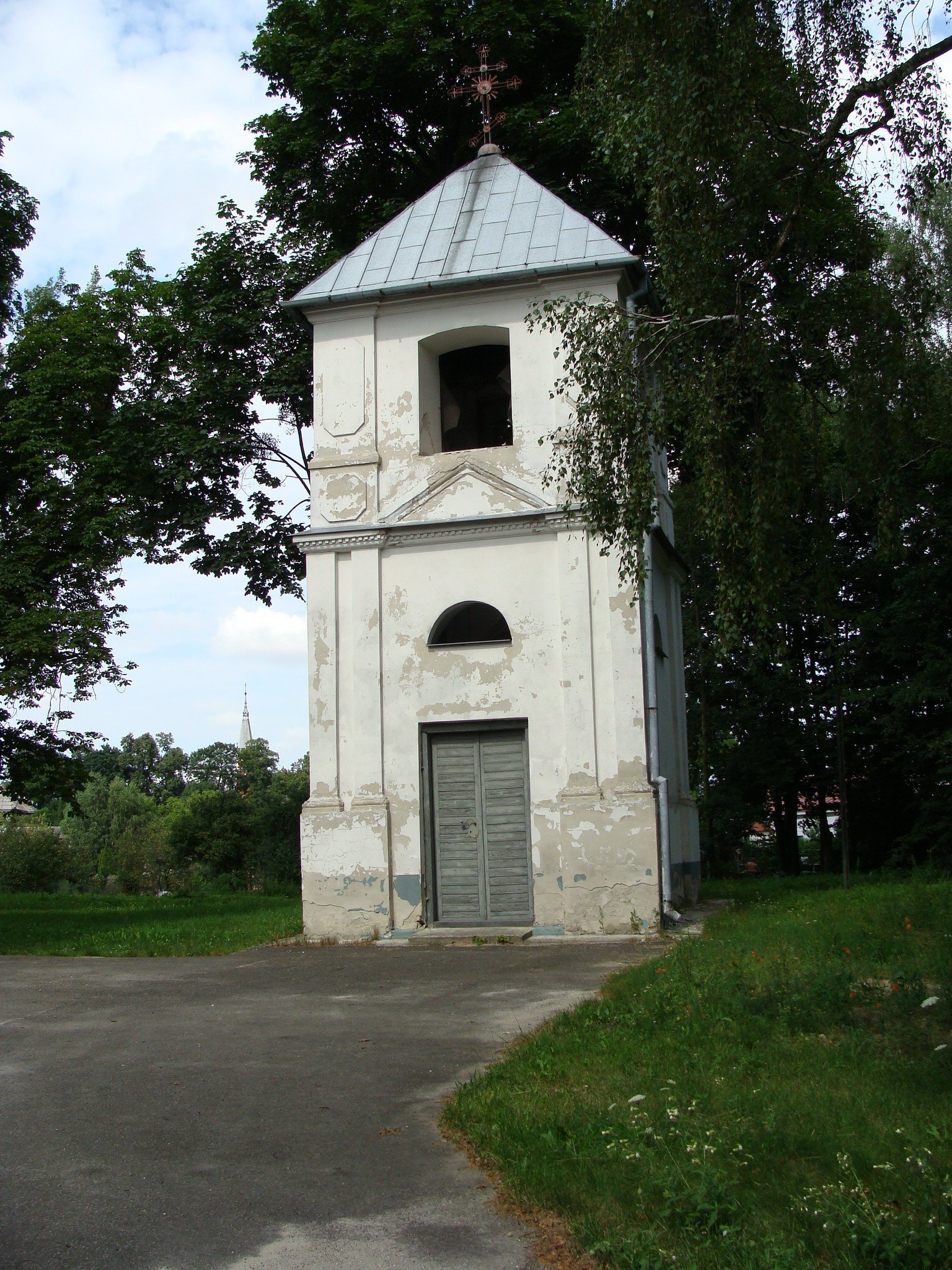
Beffroi néoclassique
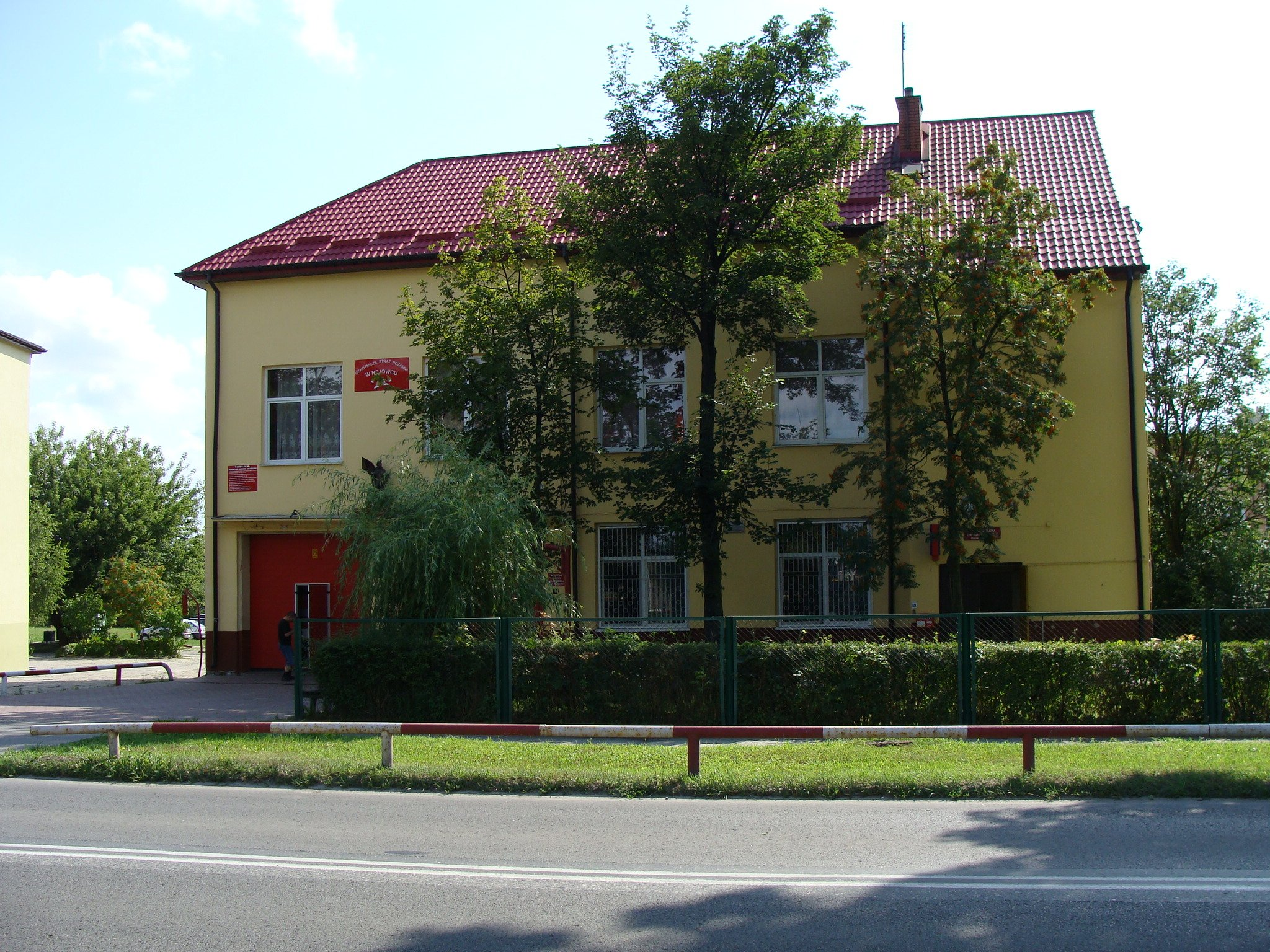
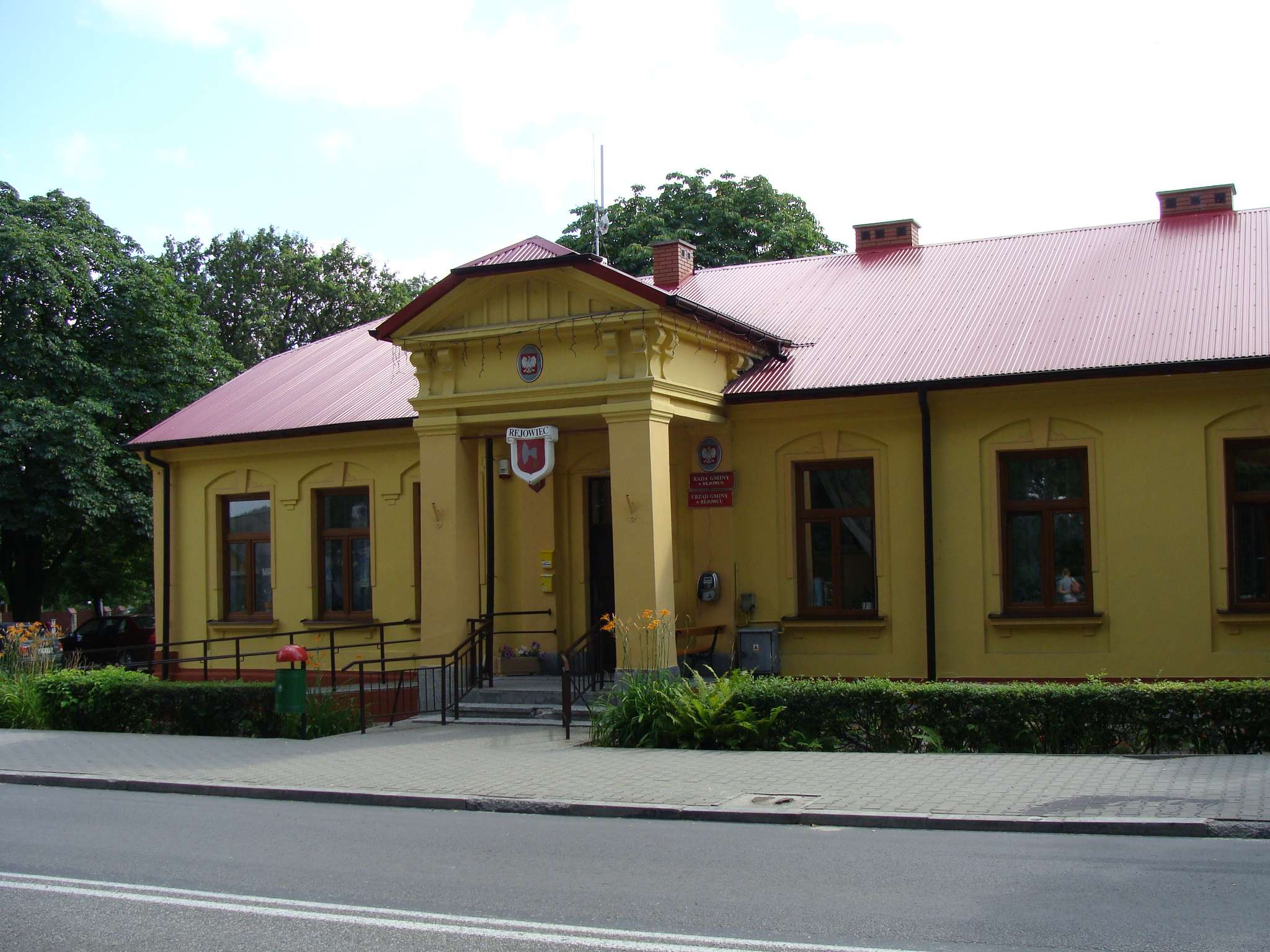
Bureau municipal